# 外交部駐香港特派員公署
中華人民共和国外交部駐香港特別行政区特派員公署（ちゅうかじんみんきょうわこくがいこうぶ・ちゅホンコンとくべつぎょうせいくとくはいんこうしょ、中国語: 外交部駐港特派員公署、英語: Office of The Commissioner of The Ministry of Foreign Affairs of The People's Republic Of China in The Hong Kong Special Administrative Region）は香港返還直後の1997年7月2日に設置され、香港基本法13条に基づき、香港の外交事務を執り行う中央政府(外交部)の出先機関である。所在地は中環堅尼地道42号（セントラルの山側）。

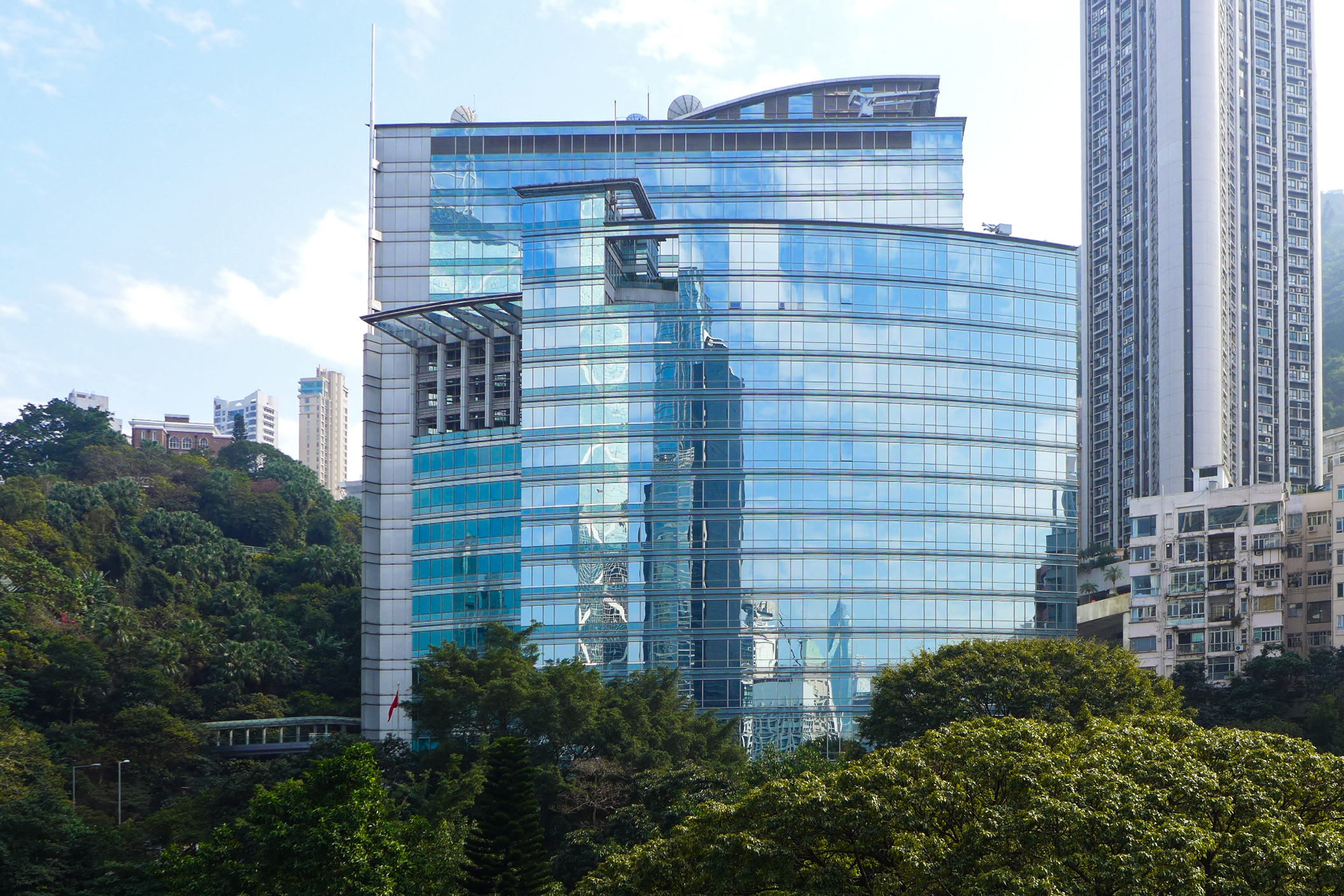
公署があるビル

## 外交部駐香港特派員
責任者は、外交部駐香港特派員（以下、特派員）である。特派員は副部長クラスに位置づけられる。ほか、2名の副特派員がおり、局長、第三国の総領事クラスである。
歴代特派員
- 馬毓真（1997年7月－2001年4月）：元中国駐英国大使、元国務院新聞弁公室副主任
- 吉佩定（2001年4月－2003年7月）：元外交部副部長
- 楊文昌（2003年8月－2006年2月）：元外交部副部長
- 呂新華（2006年2月－2012年4月）：元外交部副部長
- 宋哲（2012年4月－2017年6月）：元国務院弁公庁局長、元EU特命全権大使，後任国務院港澳事務弁公室副主任
- 謝锋（2017年6月－2021年1月）：前中国駐インドネシア大使，後任外交部副部長
- 劉光源（2021年5月－）：前中国駐ポーランド大使[1]

## 内部組織
- 弁公室：事務管理および典礼を管轄する。
- 政策研究室：香港基本法に基づく、香港と外国および国際組織との関係について研究を行う。
- 国際組織部：香港による国際組織や国際会議への加盟や、国際組織による香港での会議の開催、代表部の設置、要人の訪問への対応を管轄する。
- 条約法律部：二国間および多国間条約の法的問題を管轄する。
- 領事部：ビザ発給業務と、外国の駐香港領事館などに関する事務、海外での香港人に対する領事業務を管轄。中国大陸住民のパスポート、台湾同胞証(「台灣居民來往大陸通行證」、台湾人向けの事実上のビザ)に関する事務も管轄。(申請は旅行代理店を経由する必要がある。以前は湾仔の華潤ビルの事務所で個人の申請も受け付けていた。一時期取りやめていたが、現在は不明。)
- 新聞及公共関係部：マスコミへの情報提供や、その中国本土での取材申請の審査、香港メディアによる本土指導者への取材の手配を請け負う。